# کونویو
کونویو (به اسپانیایی: Cunuyo) یک کوه در بولیوی است که در شهرستان لاپاز (بولیوی) واقع شده‌است. کونویو ۵٬۱۰۰ متر بالاتر از سطح دریا واقع شده‌است.